# Carex lyngbyei
Carex lyngbyei — вид багаторічних трав'янистих рослин родини осокові (Cyperaceae).

## Опис
Кореневища довгі. Стебла тупуваті або гостро прямокутні, 25–130 см, голі. Листя: піхви червоно-коричневі; пластини 3–8 мм шириною. Плоди покриті жовтувато-коричневим шкіряним покривом. 2n = 68, 70, 72.

## Поширення
Північна Америка: Гренландія, західне узбережжя США й Канади від Аляски до Каліфорнії; Європа: Фарерські острови, Ісландія. Азія: російська східна Азія, Японія, Корея. Населяє прибережні солончаки, солонуваті болота.